# Chaetocanace
Chaetocanace (лат.) — род двукрылых насекомых семейства Canacidae из подотряда короткоусых (Brachycera). Старый Свет. 

## Описание
Мухи очень мелких размеров; имеют длину тела менее 5 мм. От близких групп отличаются следующими признаками: мезофроны хорошо склеротизированы, в отличие от парафронов перепончатого вида; переднеклиновидная щёчная щетинка, крупная, чёрная; дорсоклинатные щёчные щетинки отсутствуют; ариста с 2 рядами щетинок, доходящих до вершины; проплевры со щетинками. Передняя нотоплевральная щетинка отсутствует; латеральных скутеллярных щетинок 1 пара.

## Классификация
- C. brincki Delfinado, 1975[4]
- C. biseta (Hendel, 1913)[2]
- C. flavipes Mathis, 1996[5]
- C. koongarra Mathis, 1996
- C. longicauda Mathis, 1996

## Распространение
Встречаются в Австралии и Океании, Юго-Восточной Азии.